# Trichostomum wayanadense
Trichostomum wayanadense là một loài rêu trong họ Pottiaceae. Loài này được M.C. Nair, K.P.Rajesh & Madhusoodanan, P. V. mô tả khoa học đầu tiên năm 2005.